# باربرا ديفر
باربرا ديفر (بالإنجليزية: Barbara Dever)‏ هي مغنية ومغنية أوبرا وموسيقية أمريكية، ولدت في 25 ديسمبر 1951.

## وصلات خارجية
- باربرا ديفر على موقع ميوزك برينز (الإنجليزية)
- باربرا ديفر على موقع ديسكوغز (الإنجليزية)